# Leptepania okunevi
Leptepania okunevi là một loài bọ cánh cứng trong họ Cerambycidae.